# 馬鞍山市
馬鞍山市（まあんさん-し）は、中華人民共和国安徽省東部に位置する地級市。工業が発達しており、中国十大鉄鋼基地の一つである。また、香港証券取引所に上場している馬鞍山鋼鉄の本社がある。
同じく製鉄都市である鞍山市と名前が似ているが、別の都市である。

## 地理と気候
馬鞍山市は安徽省東部、長江下流南岸に位置し、北西で合肥市と、南西で蕪湖市と、東に南京と隣接する。
低い丘陵地帯に囲まれている為、中国の他の鉄鋼生産地帯ほど空気は汚染されていない。市南西部にある采石磯（さいせきき）は金の海陵王の南宋遠征における「采石の戦い」の古戦場で、李白の詩でも有名である。采石磯は長江の「三大磯」と呼ばれる有名な断崖のひとつである。また采石磯に建つ太白楼は長江沿岸にある四大楼閣の一つで、采石風景区は国家観光地点の一つで自然の風景と人工風景が結合している。

## 歴史
馬鞍山から長江南岸に上流に行った240キロメートルのところに細長い鉱山地帯がある。1930年代に鉄道の開通と淮南で開山した石炭により、日本は1938年に鉄鋼業を開くことが出来た。しかし、第二次世界大戦において、設備が破壊され、1953年に生産が再開され、第1次五カ年計画（1953年から1957年）の期間中に馬鞍山は中国共産党の指揮の下、急速に成長した。馬鞍山には硫黄、石灰石、石油化学、セメントの工場がある。1954年には馬鞍山は郷レベルに昇格し、1956年10月12日馬鞍山は市レベルに昇格した。

### 市名の由来
戦に負けた項羽が自分の愛馬が無事に川を渡ったことを確認した後に、現在の馬鞍山の地域で捕縛され殺された。項羽の死を目の当たりにした愛馬は、悲しみ川に飛び込み溺死した。それを見た船乗りが馬の鞍を近くの山に埋葬したことから、この都市の名がついたとされる。

## 行政区画
3市轄区・3県を管轄する。
- 市轄区：
  - 雨山区・花山区・博望区
- 県：
  - 当塗県・和県・含山県

| 馬鞍山市の地図                          |
| --------------------------------------- |
| 花山区 雨山区 博望区 当塗県 含山県 和県 |

### 年表
この節の出典

#### 馬鞍山市(第1次)
- 1956年10月12日 - 安徽省蕪湖専区当塗県の一部が分立し、馬鞍山市が発足。(1市)
- 1956年11月18日 - 当塗県の一部を編入。(1市)
- 1956年11月26日 - 郊区を設置。(1区)
- 1958年5月21日 - 馬鞍山市が蕪湖専区に編入。

#### 馬鞍山市(第2次)
- 1958年10月22日 - 蕪湖専区馬鞍山市が地級市の馬鞍山市に昇格。(1市3県)
  - 蕪湖専区当塗県・和県・含山県を編入。
- 1958年10月28日 - 馬鞍山区・向山区・采石区・郊区を設置。(4区3県)
- 1958年11月 - 当塗県の一部が蕪湖専区蕪湖市に編入。(4区3県)
- 1959年3月22日 - 和県・含山県が合併し、和含県が発足。(4区2県)
- 1959年3月23日 - 当塗県・和含県が蕪湖専区に編入。(4区)
- 1961年6月21日 - 馬鞍山区・采石区が郊区に編入。(2区)
- 1961年6月27日 - 向山区が郊区に編入。(1区)
- 1961年7月3日 - 蕪湖専区和含県の一部が郊区に編入。(1区)
- 1961年12月15日 - 蕪湖専区当塗県の一部が郊区に編入。(1区)
- 1962年9月 - 郊区が分割され、金家荘区・采石区・向山区が発足。(3区)
- 1963年6月 - 金家荘区・采石区・向山区の各一部が合併し、郊区が発足。(4区)
- 1964年4月 - 郊区の一部が蕪湖専区当塗県に編入。(4区)
- 1964年10月17日 - 金家荘区・采石区・向山区が郊区に編入。(1区)
- 1969年4月16日 - 郊区の一部が分立し、馬鞍山区・采石区が発足。(3区)
- 1972年3月27日 - 蕪湖地区当塗県の一部が郊区に編入。(3区)
- 1975年9月9日 (5区)
  - 馬鞍山区が分割され、四新区・花山区が発足。
  - 采石区が分割され、雨山区・向山区が発足。
- 1978年7月1日 - 郊区の一部(船山石灰石鉱山)が江蘇省鎮江地区鎮江市に編入。(5区)
- 1979年10月8日 - 郊区が向山区に編入。(4区)
- 1979年12月14日 - 四新区が金家荘区に改称。(4区)
- 1983年9月6日 - 向山区の一部が分立し、郊区が発足。(5区)
- 1983年10月8日 (5区1県)
  - 宣城地区当塗県を編入。
  - 当塗県の一部が蕪湖市郊区に編入。
- 1984年10月29日 - 郊区が向山区に編入。(4区1県)
- 2001年7月1日 - 向山区が金家荘区・花山区・雨山区に分割編入。(3区1県)
- 2004年5月29日 - 当塗県の一部が雨山区に編入。(3区1県)
- 2011年7月14日 (3区3県)
  - 巣湖市含山県・和県を編入。
  - 和県の一部が蕪湖市鳩江区に編入。
- 2012年8月17日 (3区3県)
  - 金家荘区・花山区が合併し、花山区が発足。
  - 当塗県の一部が分立し、博望区が発足。

## 経済
主要産業は鉄鋼業で多くの労働者が馬鞍山鋼鉄（馬鋼）に雇用されている。2005年現在、鉄鋼プラントは拡大している。発達した工業インフラと急速な輸送機関の整備により、馬鞍山はたくさんの産業が急速に発達してきている。馬鞍山市は安徽省内で1年間の設備投資金額が1位であり、次いで合肥市、安慶市、蕪湖市が続く。省内における馬鞍山市の人口ランクは16位であることから、馬鞍山市の一人当たりGDPは29,704元と安徽省1位であり、長江デルタの平均値に近い。

## 文化
詩仙李白の記念碑が馬鞍山の南西にある。李白は水に映る月を抱こうと試みた後に溺れたと言われる。中国最初の詩の祭典が2005年10月25日から30日の間、馬鞍山で催され以降は毎年1回開かれている。国務院文化部、中国作家連盟、安徽省政府の支援による祭典の目的は"Poetic China, Harmonious China"であった。

## 教育
大学
- 安徽工業大学（zh）
- 馬鞍山学院
- 皖江工学院
- 馬鞍山師範高等専科学院
- 馬鞍山技師学院
- 安徽冶金科技職業学院
- 馬鞍山職業技術学院
- 馬鞍山電視広播大学

重点高中
- 市第二中学
- 紅星中学
- 安徽工業大学附属中学
- 当塗県第一中学

## 交通

### 道路
- 205国道
- G42-11 寧蕪高速公路
- G42-21 滬武高速公路
- S22 天天高速公路

### 鉄道
中国国家鉄路集団
- 寧銅線（中国語版）
- 寧安都市間鉄道（中国語版） - 馬鞍山東駅が設けられており、南京南駅へは高速列車で20分[4]、上海駅/上海虹橋駅へは2時間～2時間半[5]、杭州東駅/杭州西駅へは2時間である[6]。

南京地下鉄
- 寧馬都市間軌道交通(地下鉄S2号線) (建設中) - 南京市の地下鉄が省を跨いで市内に延伸される予定である。

## 友好都市
- ハミルトン (カナダ オンタリオ州)
- 伊勢崎市 (日本 群馬県)
- 昌原市 (大韓民国 慶尚南道)
- Arganda del Rey (スペイン マドリード州)
- コーラック (オーストラリア ビクトリア州)
- ゲイルズバーグ (アメリカ合衆国 イリノイ州)
- トラルネパントラ・デ・バス (メキシコ メヒコ州)
- Zapala (アルゼンチン ネウケン州)